# ديفيد مارش (عالم سياسة)
ديفيد مارش (بالإنجليزية: David Marsh)‏ هو عالم سياسة بريطاني، ولد في 27 يونيو 1946.